# Erythrococca
Erythrococca é um género botânico pertencente à família Euphorbiaceae.
Plantas nativas da África.

## Sinonímia
| - Athroandra (Hook.f.) Pax & K.Hoffm. - Autrandra Pierre ex Prain - Chloropatane Engl. | - Deflersia Schweinf. ex Penz. - Poggeophyton Pax - Rivinoides Afzel. ex Prain |

### Espécies
Composto por 53 espécies:
| - Erythrococca abyssinica - Erythrococca aculeata - Erythrococca africana - Erythrococca angolensis - Erythrococca anomala - Erythrococca atrovirens - Erythrococca berberidea - Erythrococca bongensis - Erythrococca chevalieri - Erythrococca columnaris - Erythrococca dewevrei - Erythrococca fischeri - Erythrococca flaccida - Erythrococca hirta - Erythrococca hispida - Erythrococca integrifolia - Erythrococca kirkii - Erythrococca lasiococca - Erythrococca laurentii | - Erythrococca ledermanniana - Erythrococca macrophylla - Erythrococca mannii - Erythrococca membranacea - Erythrococca menyharthii - Erythrococca microphyllina - Erythrococca mildbraedii - Erythrococca mitis - Erythrococca molleri - Erythrococca natalensis - Erythrococca neglecta - Erythrococca olacifolia - Erythrococca oleracea - Erythrococca pallidifolia - Erythrococca parvifolia - Erythrococca patula - Erythrococca pauciflora - Erythrococca paxii - Erythrococca pentagyna | - Erythrococca poggei - Erythrococca poggeophyton - Erythrococca polyandra - Erythrococca pubescens - Erythrococca rigidifolia - Erythrococca rivularis - Erythrococca sanjensis - Erythrococca sansibarica - Erythrococca sapioides - Erythrococca stolziana - Erythrococca subspicata - Erythrococca trichogyne - Erythrococca tristis - Erythrococca ulugurensis - Erythrococca uniflora - Erythrococca usambarica - Erythrococca welwitschiana - Erythrococca zambesiaca |

## Nome e referências
Erythrococca Benth.